# Marché Saint-Arigle
Le marché Saint-Arigle est un édifice situé à Nevers, en France.

## Localisation
Il se trouve entre les rues Saint-Arigle, Saint-Vincent, du Pont-Cizeau, et de Nièvre.

## Historique

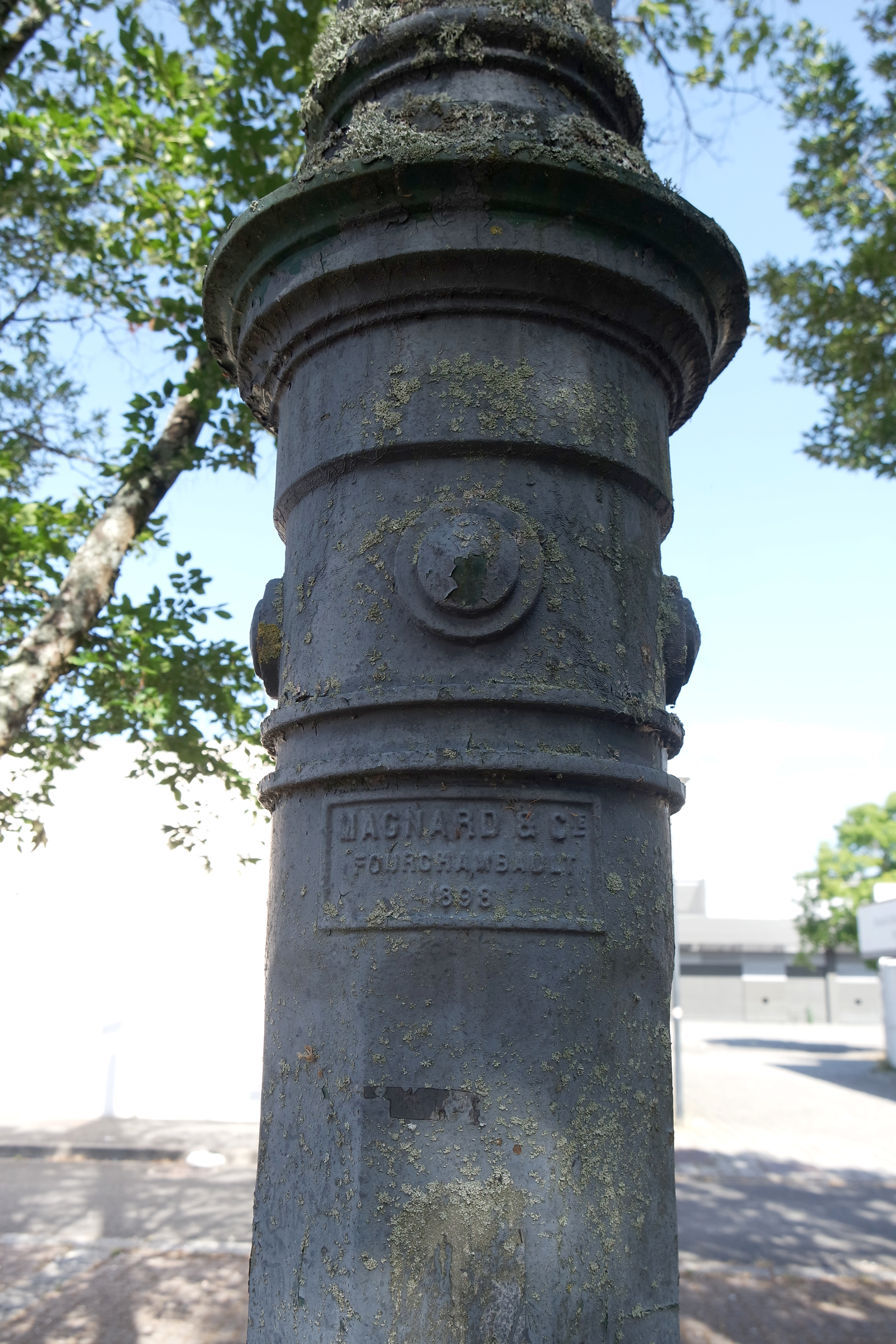
Détail d'une colonne

Le marché tient son nom de l'église et du cimetière qui occupaient le lieu avant la révolution. Le cimetière fut désaffecté en 1743, et la paroisse supprimée à la révolution. L'église menaçant ruine, il fut décidé en 1791 de la détruire, ce qui permit l'aménagement d'une place. Elle prit le nom de "place aux Provisions". Puis un marché y fut construit en 1833, connu sous le nom de marché Saint-Arigle ou marché de la Revenderie. Le bâtiment entourait une place où coulait une fontaine. Il était formé d'une charpente en bois, reposant sur des piliers de pierre.
En 1898, il fut décidé de construire un nouveau marché dans le goût de l'époque. Les plans furent ceux de l'architecte Lutz. C'était une construction rappelant les pavillons Baltard. Le marché se composait d'un soubassement en pierre de taille construit sur un terrain en pente, surmonté d'un niveau à décor de briques en losanges sur lequel était disposé un étage en claire-voie. L'armature de l'ensemble et de la couverture était en fer mouluré. Inscrit à l'inventaire des monuments historique en 1975, il a été démonté en 1976 afin de construire un parking souterrain. Les pièces détachées devaient être conservées en vue d'un remontage, qui n'a jamais eu lieu. En 1980, des colonnes de fonte ont été réutilisées comme portique décoratifs dans le centre commercial du Grand Courlis, place Daniel-Chenut.

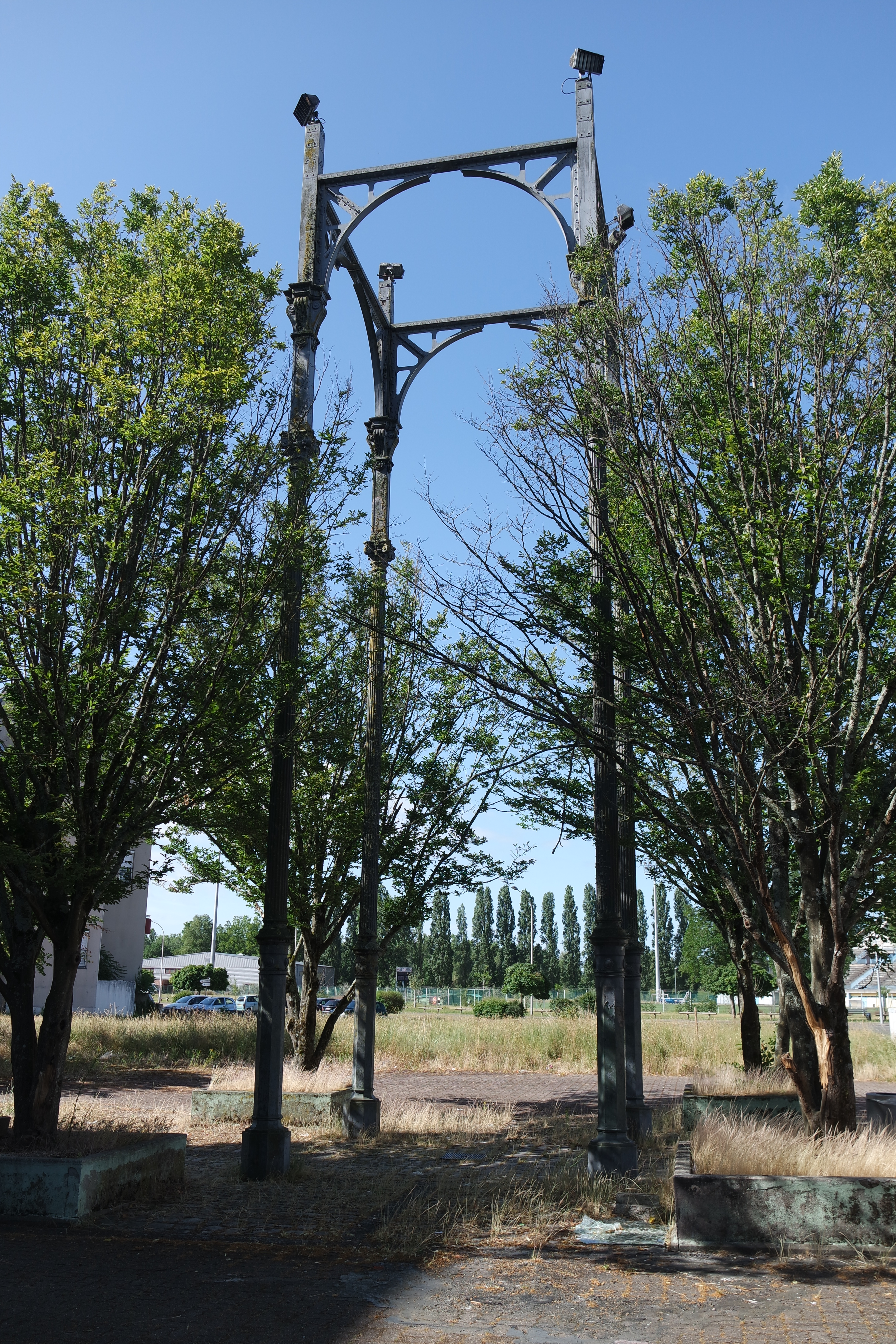
Quatre colonnes de réemploi, aux Courlis, provenant de l'ancien marché Saint-Arigle

## Architecture
Un nouveau marché a été bâti au même endroit, et mis en service en 1978. Le marché occupe un rez-de-chaussée semi-enterré. Au sous-sol est aménagé un parking, et aux étages un petit centre commercial. Seuls le plan et le volume subsistent du marché qui l'a précédé.